# Gibsonton
Gibsonton és una concentració de població designada pel cens dels Estats Units a l'estat de Florida. Segons el cens del 2000 tenia 8.752 habitants.

## Demografia
Segons el cens del 2000, Gibsonton tenia 8.752 habitants, 3.112 habitatges, i 2.193 famílies. La densitat de població era de 263 habitants/km².
Dels 3.112 habitatges en un 36,7% hi vivien nens de menys de 18 anys, en un 47,9% hi vivien parelles casades, en un 14,4% dones solteres, i en un 29,5% no eren unitats familiars. En el 20,2% dels habitatges hi vivien persones soles el 6,5% de les quals corresponia a persones de 65 anys o més que vivien soles. El nombre mitjà de persones vivint en cada habitatge era de 2,8 i el nombre mitjà de persones que vivien en cada família era de 3,18.
Per edats la població es repartia de la següent manera: un 29,7% tenia menys de 18 anys, un 9,8% entre 18 i 24, un 30,7% entre 25 i 44, un 21% de 45 a 60 i un 8,7% 65 anys o més.
L'edat mediana era de 32 anys. Per cada 100 dones de 18 o més anys hi havia 105 homes.
La renda mediana per habitatge era de 34.000 $ i la renda mediana per família de 36.067 $. Els homes tenien una renda mediana de 27.457 $ mentre que les dones 21.826 $. La renda per capita de la població era de 15.695 $. Entorn del 16% de les famílies i el 18,3% de la població estaven per davall del llindar de pobresa.

## Poblacions més properes
El següent diagrama mostra les poblacions més properes.